# A NIMH titka
A NIMH titka (eredeti cím: The Secret of NIMH) 1982-ben bemutatott amerikai animációs kalandfilm, amely Robert C. O’Brien regénye alapján Don Bluth rendezett. A forgatókönyvet Will Finn, Bluth, Gary Goldman és John Pomeroy írta, zenéjét Jerry Goldsmith szerezte. A mozifilm a Sullivan Bluth Studios gyártásában készült, a Metro-Goldwyn-Mayer és United Artists forgalmazásában jelent meg.
Az Amerikai Egyesült Államokban 1982. július 2-án, Magyarországon 1988. április 28-án mutatták be a mozikban. A második magyar szinkronváltozattal 2004. január 11-én került adásba a Duna TV-n. A harmadik magyar változat az M2-n debütált 2007. november 22-én. A MOKÉP által készült magyar változattal 1990-ben adták ki VHS-en az Intervideo forgalmazásában.

## Cselekmény
Mrs. Brisby, a nemrégiben megözvegyült egérmama, négy kicsi egérgyerekével nagy gondban van: idén korábban kezdődött a szántás a réten, emiatt veszélybe került az üreg, ahol laknak. Ráadásul a legkisebb egérgyereknek tüdőgyulladása van, ezért nem tudnak elköltözni a rét túloldalán lévő nyári üregbe, hiszen a gyermek nem élné túl, ha kivinnék a hideg levegőre. Tanácstalanságában felkeresi a Nagy Baglyot, aki mikor megtudja, hogy Mrs. Brisby a méltán híres Jonatán Brisby özvegye, azt tanácsolja neki, forduljon Nikodémusz mesterhez, aki a tanya melletti rózsabokorban lakó titokzatos patkányok mestere. Brisby mama nekivág a kalandos és veszélyes utazásnak.
Felfedezi, hogy a rózsabokort lakó patkányok aprócska kolóniája egy demokratikus, civilizált társadalmat alkot, akik képesek az emberi technológiát is használni. Brisby mama megismerkedik Justinnal, a patkányok hadseregének jóravaló vezérével, és Jennerrel, a hataloméhes főtanácsossal. A patkányok célja az úgynevezett "Nagy Terv", melynek értelmében elhagynák a tanyát, hogy saját maguk alakítsák ki az életformájukat, hogy végre ne függjenek az emberektől, ne kelljen lopniuk tőlük az ételt, az áramot, és az eszközöket. Nikodémusz mester elmeséli Brisby mamának a kolónia történetét: valaha ők is közönséges patkányok voltak, amíg el nem kerültek egy OMEK nevű helyre (Országos Mentálegészségügyi Központ, az eredeti változatban ez a NIMH, vagyis National Institute of Mental Health). Itt kísérleti patkányok lévén a tudósok beoltották őket egy bizonyos szerrel, ami megnövelte az intelligenciájukat. Megtanultak írni-olvasni és fejletten gondolkodni. Képességeiket nem fedték fel a tudósok előtt, inkább arra használták, hogy megszökjenek az intézetből. A szökést nagyban segítette Jonatán Brisby, aki szintén az intézet kísérleti egere volt, és akit tette miatt az egész kolónia hősként tisztelt. Jonatán segíteni akarta a patkányokat a Nagy Terv végrehajtásban is, de életét vesztette, amikor szembekerült a tanyán garázdálkodó macskával, Sárkánnyal. A Jonatán iránti tiszteletük fényében Nikodémusz és a patkányok felajánlják, hogy segítik átköltöztetni Brisby mama betontömbre épült üregét a tanya túlsó végébe. Jenner azonban, aki ellenzi a Nagy Tervet, mert szerinte felborítaná eddigi kényelmes életmódjukat, azt tervezi, hogy szabotálja a költöztetést, és megszabadul Nikodémusztól.
A költöztetés végrehajtáshoz a patkányok egy elektromos csörlőt akarnak használni, ám ahhoz hogy ezt akadálytalanul lebonyolítsák, altatót kell szórniuk Sárkány ételébe, mert a macska jelenléte túlságosan veszélyessé tenné az akciót. A feladat Mrs. Brisby-re hárul, mivel ő elég kicsi, hogy észrevétlenül belopózzon a házba. Sikerrel is jár, de mikor távozni készülne, a gazda felesége elfogja, és ketrecbe dugja. Ennek köszönhetően kihallgat egy telefonbeszélgetést a gazda és az OMEK emberei között, akik azt tervezik, hogy kora reggel idejönnek és begyűjtik a patkányokat. Mrs. Brisby megszökik, hogy figyelmeztesse a kolóniát. A költöztetés megkezdésekor váratlan vihar tör ki, ami nehezíti a betontömb megemelését. Jenner ráadásul elvágja a tartókötelet, így a tömb visszazuhan a földre, és megöli az alatta tartózkodó Nikodémuszt. Amíg a patkányok bölcs vezetőjüket gyászolják, megérkezik Brisby mama, és megpróbálja figyelmeztetni őket az OMEK érkezésére, emiatt Jenner vele is végezni akar. Justin szembeszáll az áruló patkánnyal, és egy heves kardpárbaj után végül önvédelemből megöli. A vihar miatt megnő a víz a réten, és a betontömb, rajta Brisby mama gyerekeivel, elmerül egy sártócsában. Brisby mama ekkor egy Nikodémusztól kapott mágikus medál erejét használja fel (melyet csakis a bátor szív képes működésbe hozni), hogy kiemelje a tömböt a sárból. Az egércsemeték megmenekülnek, és a patkányok segítségével biztonságban átjutnak a rét túloldalára.
A tavasz beálltával a patkányok véghez viszik a Nagy Tervet, és elköltöznek a szomszédos erdőbe, Brisby mama legkisebb csemetéje pedig szerencsésen felépül. A család később jókedvűen összegyűl, hogy elmeséljék egymásnak Jonatán és az OMEK-patkányok kalandos történetét.

## Szereplők
| Szereplő                                                    | Eredeti hang      | Magyar hang                      | Magyar hang                        | Magyar hang                   |
| Szereplő                                                    | Eredeti hang      | 1. magyar szinkron (MOKÉP, 1986) | 2. magyar szinkron (Duna TV, 2003) | 3. magyar szinkron (M2, 2007) |
| ----------------------------------------------------------- | ----------------- | -------------------------------- | ---------------------------------- | ----------------------------- |
| Cini-cininé (1. sz.) Mrs. Brisby (2. sz.) Brisbyné (3. sz.) | Elizabeth Hartman | Földessy Margit                  | Major Melinda                      | Kovács Nóra                   |
| Károlyka (1. sz.) Jeremy (2. sz.) Jeremiás (3. sz.)         | Dom DeLuise       | Koroknay Géza                    | Kálloy Molnár Péter                | Kálid Artúr                   |
| Nikodémusz                                                  | Derek Jacobi      | Képessy József                   | Versényi László                    | Harsányi Gábor                |
| Égisz úr (1. sz.) Mr. Ages (2. sz.) Égisz apó (3. sz.)      | Arthur Malet      | Szabó Ottó                       | Kenderesi Tibor                    | Kajtár Róbert                 |
| Cickány néni                                                | Hermione Baddeley | Czigány Judit                    | Pap Éva                            | Molnár Piroska                |
| Marci (1. sz.) Martin (2. sz.)                              | Wil Wheaton       | Magda Gabi                       | Morvay Bence                       | Kilényi Márk                  |
| Terézia (1. sz.) Teresa (2. sz.)                            | Shannen Doherty   | Dallos Szilvia                   | Berkes Orsolya                     | Mánya Zsófi                   |
| Cincina (1. sz.) Cynthia (2. sz.)                           | Jodi Hicks        | Fehér Anna                       | Berkes Orsolya                     | Kiss Bernadett                |
| Cinci (1. sz.) Timothy (2. sz.)                             | Ian Fried         | Balogh Erika                     | Berkes Orsolya                     | Penke Bence                   |
| Justin                                                      | Peter Strauss     | Hegedűs D. Géza                  | Welker Gábor                       | Dányi Krisztián               |
| Jenner                                                      | Paul Shenar       | Dörner György                    | László Zsolt                       | Kőszegi Ákos                  |
| Nagy Bagoly                                                 | John Carradine    | Surányi Imre                     | Horkai János                       | Orosz István                  |
| Sullivan                                                    | Aldo Ray          | Kránitz Lajos                    | Garamszegi Gábor                   | Kapácsy Miklós                |
| Mr. Paul Fritzgibbons                                       | Tom Hatten        | Peczkay Endre                    | Lux Ádám                           | Sztarenki Pál                 |
| Mrs. Beth Fritzgibbons                                      | Lucille Bliss     | Borbás Gabi                      | Hullan Zsuzsa                      | Kiss Anikó                    |
| Bill Fritzgibbons                                           | Joshua Lawrence   | Minárovits Péter                 | Stukovszky Tamás                   | Dene Tamás                    |
| A Nagy Ő                                                    | Edie McClurg      | Mányai Zsuzsa                    | Oláh Orsolya                       | Roatis Andrea                 |
| Patkány tanács #1                                           | Norbert Auerbach  | ?                                | Szinovál Gyula                     | Papucsek Vilmos               |
| Patkány tanács #2                                           | Dick Kleiner      | ?                                | Kajtár Róbert                      | Fehér Péter                   |
| Patkány tanács #3                                           | Charles Champlin  | Haraszin Tibor                   | Végh Ferenc                        | Szokolay Ottó                 |
| Főcím felolvasása                                           | –                 | Ulbrich András                   | Bozai József                       | Zahorán Adrienne              |

## Betétdal
Flying Dreams
- Zene: Jerry Goldsmith
- Altató dal: Sally Stevens
- Vége főcímdal: Paul Williams
- Elrendező: Ian Fraser

## Televíziós megjelenések
- 2. magyar szinkron: Duna TV
- 3. magyar szinkron: M2, M1